# Музеї Білогірського району Криму
| Назва                                                 | Місцезнаходження                   | Короткий опис | Зображення |
| ----------------------------------------------------- | ---------------------------------- | --- | ---------- |
| Білогірський районний історико-краєзнавчий музей      | Білогірськ, вул. Луначарського, 48 | Відкритий 6 жовтня 1983 року. Експозиція музею розповідає про природу Білогір'я, знайомить з його багатою історією — від епохи мустьє до сучасності. |            |
| Кримськотатарський етнографічний центр «Qarasuvbazar» | Білогірськ, вул. Дубініна, 2       | Відкритий у 2006 році і знаходиться в старій частині міста на колоритною вузькій вуличці, що зберегла архітектурний стиль початку 20 століття. |            |
| Грецький культурно-етнографічний центр «Карачоль»     | Чорнопілля                         | Це відтворена грецька садиба середини XIX століття. В експозиції музею представлені предмети побуту, одяг, вишивки, старовинні фотографії. Відтворений інтер'єр грецького сільського будинку. Екскурсія по музею знайомить його гостей з укладом життя фракійських греків у Криму. |            |
| Музей бойової слави КСП «Горний»                      | Багате                             | Створений у 1967 році |            |
| Історичний музей села Ароматне                        | Ароматне                           | Створений у 1986 році |            |